# Patrick Evenepoel
Patrick Evenepoel (Etterbeek, 20 augustus 1968) is een Belgisch voormalig wielrenner van 1991 tot en met 1994. Evenepoel behaalde in zijn carrière vijf overwinningen, waarvan de GP de Wallonie de grootste was. Hij is de vader van Remco Evenepoel.

## Overwinningen
1991
- Seraing - Aachen - Seraing
- 2e etappe deel B Circuit Franco-Belge

1992
- Anderlecht
- Ottignies

1993
- GP van Wallonië

## Resultaten in voornaamste wedstrijden
| Jaar | Ronde van Italië | Ronde van Frankrijk | Ronde van Spanje |
| ---- | ---------------- | ------------------- | ---------------- |
| 1993 |                  |                     | 113e             |

| Jaar | Luik-Bast.‑Luik |
| ---- | --------------- |
| 1993 | 94e             |

## Ploegen
- 1991: Histor - Sigma vanaf 01-09 (Stagiair)
- 1992: Collstrop - Histor
- 1993: Collstrop - Assur Carpets
- 1994: Collstrop - Willy Naessens